# Смерть Катона Утического
«Смерть Катона Утического» — картина французского художника Гийома Гийон-Летьера из собрания Государственного Эрмитажа.
Картина основана на описании смерти римского трибуна Марка Порция Катона Утического в «Сравнительных жизнеописаниях» Плутарха: не желая подчиняться единоличной власти Цезаря Катон, после поражения защитников республики, совершил самоубийство. 
На картине изображён момент, когда Катон уже нанёс себе удар мечом в живот, врач успел наложить ему повязки, но Катон срывает их. Видно, что со стола свешивается свиток с греческой надписью «Платон. О бессмертии души» — Плутарх сообщает, что Катон перед смертью читал его. Однако тут имеется неточность, которую вслед за Плутархом повторил и Гийон-Летьер: у Платона нет такого труда, тему бессмертия души он развивал в диалогах «Федон» и «Федр».
Картина написана в 1795 году и сразу же была выставлена в Парижском салоне. В 1863 году она находилась в Париже и числилась в собрании дочери известного врача Ганемана. В конце XIX века картина была собственностью сотрудника российского посольства в Париже коллежского асессора Н. Н. Власова и его жены Е. П. Власовой (урождённой княжны Бофремон). В 1899 году они подарили картину Эрмитажу, в дарственном письме говорилось: «Препровождая при сем, принадлежащую мне и жене моей… картину, изображающую «Смерть Катона» работы французского художника Летьера… и желаю, чтобы эта картина на вечные времена хранилась в Императорском Эрмитаже, мы покорнейше просим принять её в дар. Мы будем счастливы узнать если помянутая картина — классическое произведение французской школы конца прошлого столетия — в одной из имеющихся вновь открыться зал в Императорском Эрмитаже».
Главный научный сотрудник Отдела западноевропейского изобразительного искусства Государственного Эрмитажа, доктор искусствоведения А. Г. Костеневич в своём очерке французского искусства XIX — начала XX века писал:

Сегодняшнего зрителя, вероятно, не удовлетворит мелодраматическая трактовка смерти у Летьера. Атлетическое тело Катона развёрнуто театрально, как-то по-балетному, а не в мучительной конвульсии страшного конца… Художник-классицист не хотел изображать реальные вещи такими, как они есть, впечатления от жизни ему непременно нужно было пропустить сквозь призму прекрасного идеала… Смертельная рана Катона — точный геометрический центр композиции, к которому сходятся все остальные её линии. Рассчитанное, точёное тело Катона — это скорее совершенство отполированного мрамора, чем живой плоти.

Картина выставляется в здании Главного штаба в зале 303.